# Joseph Henabery
Joseph Henabery est un réalisateur, acteur, scénariste, monteur et producteur américain, né le 15 janvier 1888 à Omaha (Nebraska), mort le 18 février 1976 à Woodland Hills (Californie).

## Filmographie

### comme réalisateur
- 1916 : Children of the Feud
- 1917 : Her Official Fathers
- 1917 : Le Sauveur du ranch (The Man from Painted Post)
- 1918 : Douglas reporter (Say! Young Fellow)
- 1919 : Sa Majesté Douglas (His Majesty, the American)
- 1920 : The Inferior Sex
- 1920 : Love Madness
- 1920 : Le Quatorzième Convive (The Fourteenth Man)
- 1920 : Fatty candidat (The Life of the Party)
- 1921 : Les Millions de Fatty (Brewster's Millions)
- 1921 : Traveling Salesman (en)
- 1921 : Don't Call Me Little Girl
- 1921 : Moonlight and Honeysuckle
- 1921 : Her Winning Way
- 1921 : L'Appel du nord (en) (The Call of the North)
- 1922 : Le Scrupule (en) (Her Own Money)
- 1922 : While Satan Sleeps
- 1922 : The Man Unconquerable (en)
- 1922 : L'Or impur (Missing Millions)
- 1922 : La Dure École (Making a Man)
- 1923 : Dans la gueule du tigre (en) (The Tiger's Claw)
- 1923 : Sixty Cents an Hour
- 1923 : A Gentleman of Leisure
- 1923 : La Première Aventure de Douglas Fairbanks Junior (Stephen Steps Out)
- 1924 : L'Étranger (The Stranger)
- 1924 : The Guilty One
- 1924 : L'Hacienda rouge (A Sainted Devil)
- 1924 : L'Émeute (Tongues of Flame)
- 1925 : Cobra
- 1925 : The Pinch Hitter
- 1926 : The Broadway Boob
- 1926 : Shipwrecked
- 1926 : C'était un Prince ! (Meet the Prince)
- 1927 : Play Safe
- 1927 : See You in Jail
- 1927 : Lonesome Ladies
- 1928 : Sailors' Wives
- 1928 : Hellship Bronson
- 1928 : United States Smith
- 1928 : The River Woman
- 1929 : Red Hot Speed (en)
- 1929 : Clear the Decks
- 1929 : The Quitter
- 1929 : Light Fingers
- 1930 : The Bard of Broadway
- 1930 : The Love Trader (en)
- 1931 : The Cole Case
- 1931 : The Clyde Mystery
- 1932 : The Week End Mystery
- 1932 : The Wall Street Mystery
- 1932 : The Trans-Atlantic Mystery
- 1932 : The Symphony Murder Mystery
- 1932 : The Studio Murder Mystery
- 1932 : The Skull Murder Mystery
- 1932 : The Side Show Mystery
- 1932 : Murder in the Pullman
- 1932 : The Crane Poison Case
- 1932 : The Campus Mystery
- 1932 : Here, Prince
- 1932 : Then Came the Yawn
- 1932 : Poor Little Rich Boy
- 1933 : Barber Shop Blues
- 1933 : Along Came Ruth
- 1933 : Crashing the Gate
- 1933 : That Goes Double
- 1933 : The Mild West
- 1933 : Eddie Duchin & Orchestra
- 1934 : Phil Spitalny and His Musical Queens
- 1934 : Big City Fantasy
- 1934 : Pure Feud
- 1934 : The Song of Fame
- 1934 : At the Races
- 1934 : Ben Pollack & His Orchestra
- 1934 : No Contest!
- 1934 : The Flame Song
- 1934 : Don Redman & His Orchestra
- 1935 : Dumb Luck
- 1935 : In the Spotlight
- 1935 : Main Street Follies
- 1935 : Speed Devils
- 1935 : Dublin in Brass
- 1935 : Johnny Green & His Orchestra
- 1935 : Roof Tops of Manhattan
- 1936 : Little Jack Little & Orchestra
- 1936 : The Backyard Broadcast
- 1936 : Red Nichols and His World Famous Pennies
- 1936 : Double or Nothing (en)
- 1936 : Maid for a Day
- 1937 : Movie-Mania
- 1937 : Du Barry Did All Right
- 1937 : Swing for Sale
- 1937 : Cut Out for Love
- 1937 : Melody Masters: Lennie Hayton and His Orchestra
- 1937 : Melody Master: Jimmie Lunceford and His Orchestra
- 1937 : Alibi Mark
- 1937 : Melody Master: Peter Van Steeden and His Orchestra
- 1938 : Melody Master: Clyde McCoy and His Orchestra
- 1938 : Your True Adventures: Dear Old Dad
- 1938 : The Fighting Judge
- 1938 : Night Intruder
- 1938 : Clyde McCoy and His Sugar Blues Orchestra in His Busy Day
- 1939 : Vincent Lopez and His Orchestra
- 1939 : Symphony of Swing
- 1939 : Your True Adventures: The Human Bomb
- 1939 : Russ Morgan and His Orchestra
- 1939 : Vitaphone Varieties: Public Jitterbug Number One
- 1939 : Melody Master: Blue Barron and His Orchestra
- 1939 : Melody Masters: Rubinoff and His Violin
- 1940 : Vitaphone Varieties: An Organ Novelty
- 1943 : Terreur dans la vallée (The Leather Burners)

### comme acteur
- 1914 : Over the Ledge
- 1914 : The Joke on Yellentown
- 1914 : Bobby's Medal
- 1915 : One Flight Up
- 1915 : Naissance d'une nation (The Birth of a Nation), de D. W. Griffith : Abraham Lincoln
- 1915 : The Green Idol : Blake, Dorothy's Father
- 1915 : The Black Sheep
- 1915 : The Bombay Buddha
- 1915 : The Spell of the Poppy : John Hale
- 1915 : The Huron Converts
- 1915 : The Race Love
- 1915 : A Mother's Justice
- 1915 : The Ten O'Clock Boat
- 1915 : Children of the Sea
- 1915 : Billie's Rescue
- 1915 : Her Duty
- 1915 : The Way of a Mother
- 1915 : The Mystic Jewel
- 1915 : The Little Cupids
- 1915 : Her Oath of Vengeance
- 1916 : Intolérance (Intolerance: Love's Struggle Throughout the Ages), de D. W. Griffith : Amiral de Coligny (histoire française) / Deffendent (histoire égyptienne)

### comme scénariste
- 1918 : Un charmeur (Mr. Fix-It) d'Allan Dwan
- 1919 : Douglas brigand par amour (The Knickerbocker Buckaroo) d'Albert Parker

### comme monteur
- 1915 : Naissance d'une nation (The Birth of a Nation), de D. W. Griffith
- 1917 : Le Sauveur du ranch

### comme producteur
- 1930 : The Love Trader (en)